# Автошлях США 11
Автошлях США 11 (US Route 11 або US Highway 11, US 11) — головна магістраль із півночі — південь (хоча фізично зазвичай північно-схід-південний захід) Сполучених Штатів, що простягається на 1645 миль (2647 км) через східну частину США. Південна кінцева зупинка маршруту знаходиться на автошляху США 90 у національному заповіднику дикої природи Байо-Соваж у східному Новому Орлеані, Луїзіана. Північна кінцева станція розташована на прикордонному переході Раус-Пойнт–Лаколь 223 у Рауз-Пойнт, Нью-Йорк. Маршрут продовжується через кордон до Канади як Quebec Route 223. US 11, створений у 1926 році, зберігає більшу частину свого початкового маршруту. Маршрут на північ від Ноксвілла, штат Теннессі, проходить за маршрутом, подібним до Міждержавної автомагістралі 81 (I-81).

## Опис маршруту

### Луїзіана

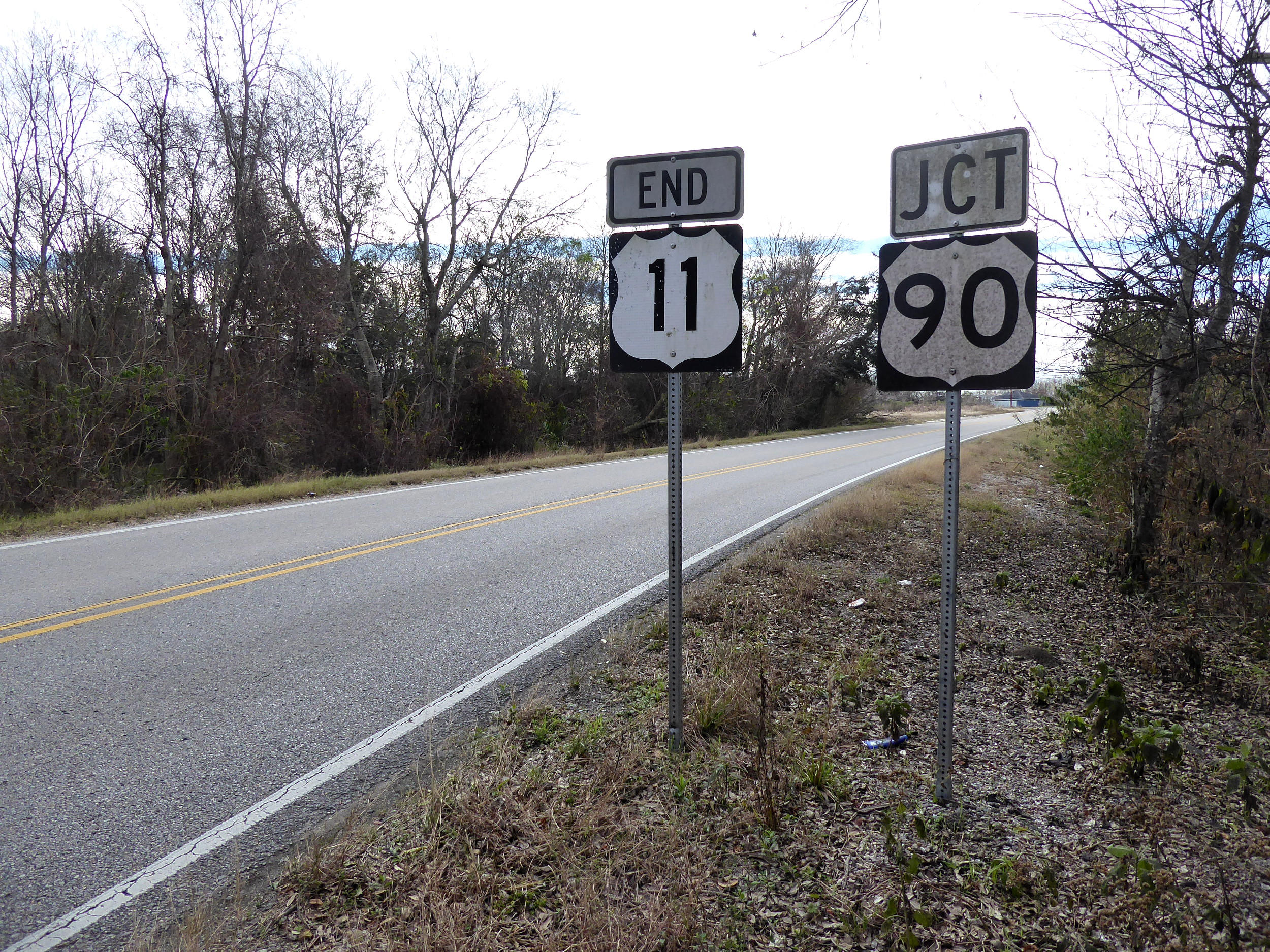
Південна кінцева станція на автошляху США 90 у Новому Орлеані

Автошлях 11 охоплює 50 кілометрів в межах штату Луїзіана. Її південна кінцева станція розташована в східному Новому Орлеані на стику зі U.S.90 (шосе шеф-кухаря Ментера). Маршрут починається як двосмугове шосе, яке йде на північ через віддалену ділянку болота в межах Національного заповідника дикої природи Байо-Соваж і межі міста Новий Орлеан. Після перетину I-10 на виїзді 254, США 11 перетинає озеро Пончартрейн по мосту Маестрі, 4,8-милі-long (7,7 км) проліт, датований 1928 роком, паралельний мосту I-10 Twin Span. На півдорозі через озеро, автошлях 11 входить до некорпоративної парафії Св. Таммані. Досягнувши північного берега автошлях 11 слідує за Пончартрейн Драйв у місто Слайделл, де він перетворюється на жвавий чотирисмуговий комерційний коридор.
Після короткої згоди з Луїзіанським шосе 433 (Луїзіана 433), автошлях 11 повертає на Фронт-стріт і їде вздовж лінії Норфолкської Південної залізниці (NS) через історичний район Слайделла. На цьому відрізку маршрут перетинає обидва US 190 Автобус. (Fremaux Avenue) і магістраль US 190 (бульвар Гаузе), обидві чотирисмугові магістралі з'єднуються з сусідньою трасою I-10. Повертаючись до двосмугового руху, автошлях 11 переходить на західну сторону лінії НСРВ по вузькому шляхопроводу, побудованому в 1937 році. У північній частині міста, автошлях 11 перетинає I-12 на виїзді 83, який розташований на захід від великої розв'язки з I-10 та I-59.

### Міссісіпі
Автошлях 11 пролягає приблизно 270 км, в Міссісіпі. Він в'їжджає в штат вздовж міжштатної автомагістралі 59, проходячи через кілька гаїв. Після невеликої відстані US 11 і I 59 перетинаються на виїзді 1 з Міссісіпським шосе 607, де закінчується 607, і автошлях 11 займає північно-східну лінію від Interstate 59. Автошлях 11 зазвичай пролягає паралельно I-59 через Міссісіпі, слугуючи місцевим діловим маршрутом і слідуючи міськими вулицями через такі населені пункти, як Гаттісберг, Лорел і Меридіан, де I-59 починається паралельно з I-20 у східному напрямку. Він залишає штат на схід від Меридіана, паралельно з автошляхом 80, в'їжджаючи в штат Алабама.

### Алабама
Автошлях 11 охоплює 403 кілометри в Алабамі. Його та US 80 розділяють (5 км) до Алабами поблизу Куби, з автошляху 80 слідуючи на схід до Демополіса. US 11, навпаки, продовжує йти паралельно автостраді I-20/I-59 через Лівінгстон до Юто, де US 11 приєднується до Автошляху 43 . Маршрути, що збігаються, йдуть на північний схід до Тускалузи, де US 43 відділяється від автошляху 11 і прямує на північ. US 11, однак, продовжує проходити по коридору I-20/I-59 до Бірмінгема. Автошлях 11 перекриває I-20/59 приблизно на 19 кілометрів між Вудстоком і Бессемером. Маршрут від Бессемера до Бірмінгема місцево відомий як «Бессемерське супершосе». US 11 підписаний разом із шосе штату Алабама 5 між Вудстоком і Бірмінгемом. Автошлях 11 через західну частину Бірмінгема відома як магістраль Бессемера та західна 3-я авеню. Він проходить біля виставкового комплексу штату Алабама, Ріквуд Філд (один із найстаріших бейсбольних стадіонів в Америці) і Легіон Філд (відомий тим, що тут проводяться футбольні матчі). У східній частині Бірмінгема автошлях 11 відомий місцевим жителям як 1st Avenue North і Roebuck Parkway. 

### Джорджія
Після в'їзду в штат з Алабами, автошлях 11 та траса 58 (СР 58) рухайтеся на північний схід, паралельно міжштатній автомагістралі 59 (I-59), через долину між Пісочною горою та Лукаут-Маунтіном. Маршрути пролягають через центр округу Дейд, Трентон, де вони ненадовго збігаються з SR 136. У громаді Вайлдвуд, US 11 і СР 58 перетинають східну кінцівку SR 299 перед тим, як продовжити на північ у Теннессі. Автошлях 11 простягається на 37 км в межах штату.

### Теннессі

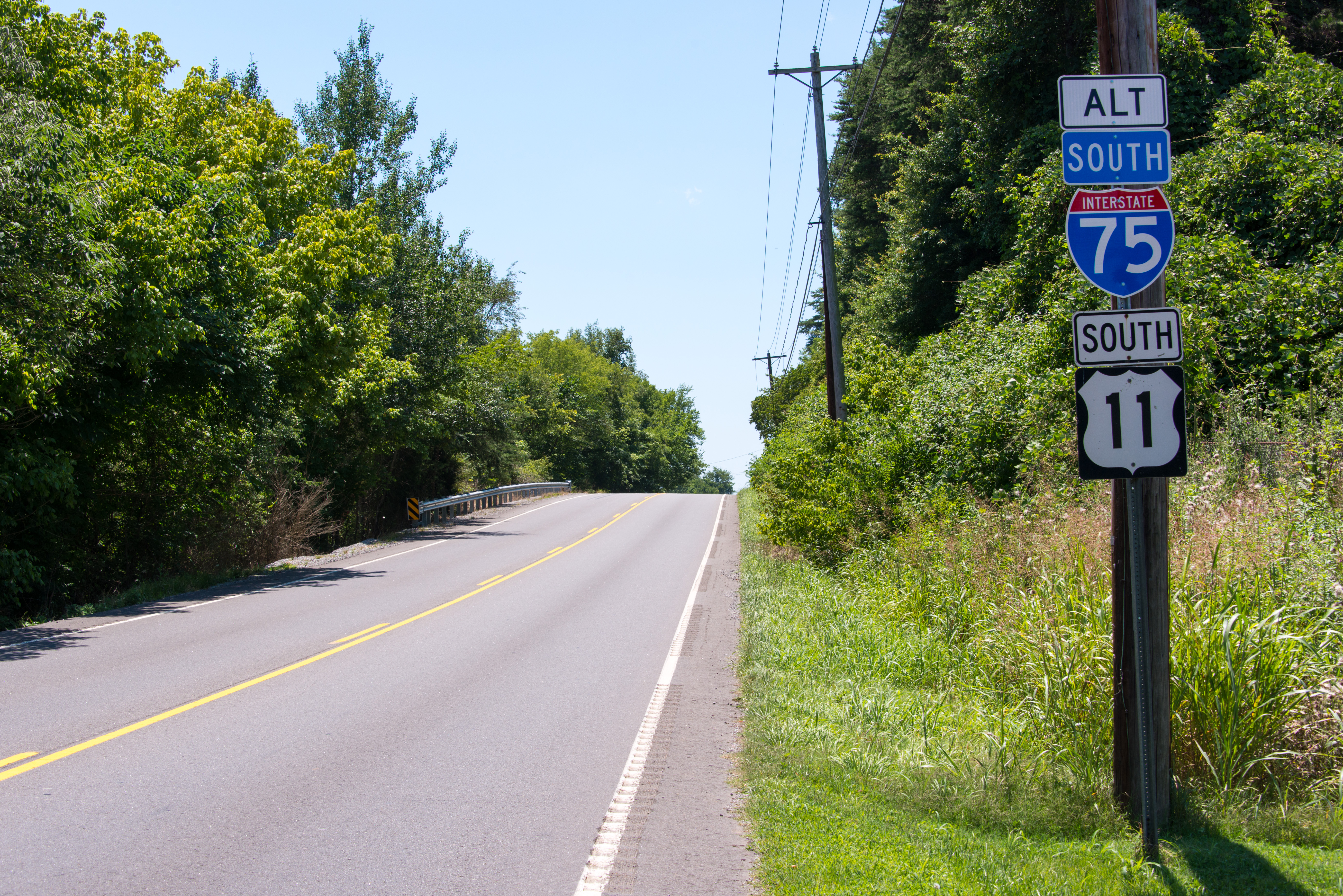
НАС 11 уздовж шосе Лі, на південь від міста Ленуар

Автошлях 11 в'їжджає в Теннессі на захід від Чаттануги. Маршрут, сумісний з СР 38 від державної лінії на північ, проходить паралельно Міждержавній 24 на три милі (5 км) до перехрестя з шосе Каммінгс (US 41 / US 64 / US 72 / СР 2). Тоді як СР 38 закінчується тут, США 11 слідує шосе на схід до центру міста Чаттануга. На перетині Брод-стріт і Східної 23-ї вулиці US 11 і US 64 відокремлюються від US 41 і US 72 і слідуйте East 23rd на схід через центр міста. Маршрути ненадовго збігаються з Автошляхом 41, та одночасно з Автошляхом 76, на Доддс-авеню, перш ніж продовжити рух на схід по Брейнерд-роуд, яка згодом називатиметься Лі-шосе. Дорога також називається Lee Highway у Південно-Західній Вірджинії.

### Вірджинія

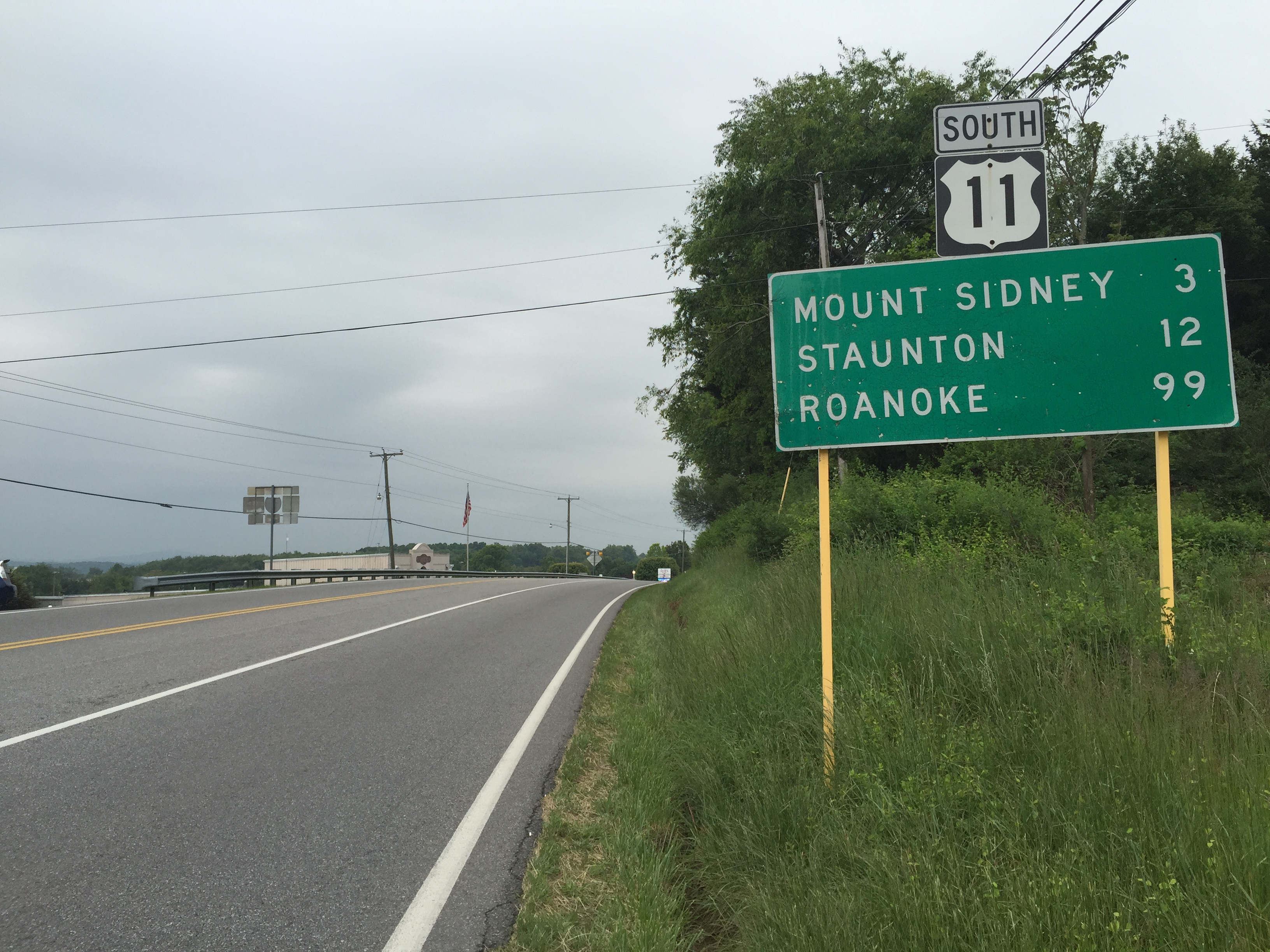
Вид на південь уздовж US 11 біля SR 256 у печері Вейерс, округ Огаста

Автошлях 11W і Автошлях 11E знову приєднуються як US 11 у Брістолі менш ніж за милю на північ від лінії штату Теннессі — Вірджинія. As Lee Highway, США 11 йде на північний схід через Абінгдон, Вайтвіль і Редфорд. У цьому районі міжштатний шлях 81 був побудований паралельно США 11.
У Крістіансбургу, Автошлях 11 приєднується до автошлях 460 у Вірджинії, і два маршрути накладаються на 45 кілометрів до Салема, де розходяться дві дороги. НАС 11 петляє через Роенок декількома дорогами, інколи в протилежному напрямку.

### Західна Вірджинія
Автошлях 11 в'їжджає в Західну Вірджинію менше ніж 180 метрів на південний схід від I-81. Автошлях 11 прямує на північний схід приблизно на 56 кілометрів через округ Берклі, проходячи через Інвуд, Мартінсбург і Фоллінг-Вотерс перед перетином річки Потомак у Меріленд. Дорога відома як Вінчестер-авеню на південь від Мартінсбурга та як Вільямспорт -Пайк на північ від міста.

### Меріленд
У Меріленді автошлях 11 проходить через річку Потомак у Вільямспорт і через Хагерстаун в окрузі Вашингтон перед перетином лінії Мейсона-Діксона в Пенсільванію. Міждержавна автомагістраль 81 була побудована приблизно за таким же маршрутом у 1960-х роках.

### Пенсільванія

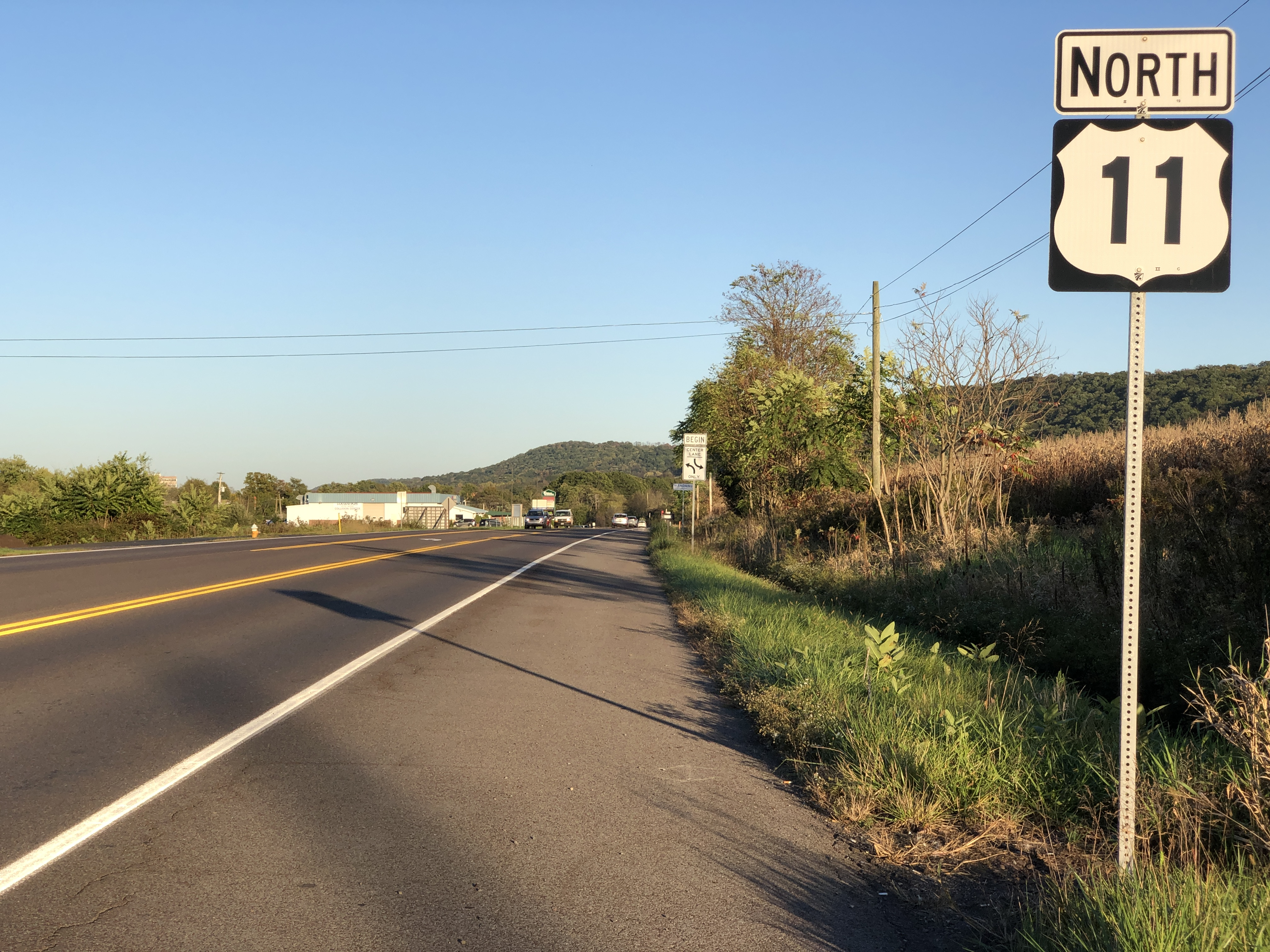
US 11 на північ у Денвіллі, штат Пенсільванія

Автошлях 11 і I-81 в'їжджають у Пенсільванію на південь від Грінкасла. Відома як шосе Моллі Пітчер, US 11 слідує за I-81 на північний схід через долину Камберленд, паралельно одна одній, проходячи через Чемберсбург, Шиппенсбург і Карлайл. На північний схід від Карлайла в Міддлсексі, США 11 розв'язок з магістралью Пенсільванії (Міждержавна автомагістраль 76) і I-81 послідовно. Автошлях 11, тепер на південь від I-81, продовжується на схід до західного передмістя Гаррісберга як Карлайл-Пайк.

### Нью-Йорк

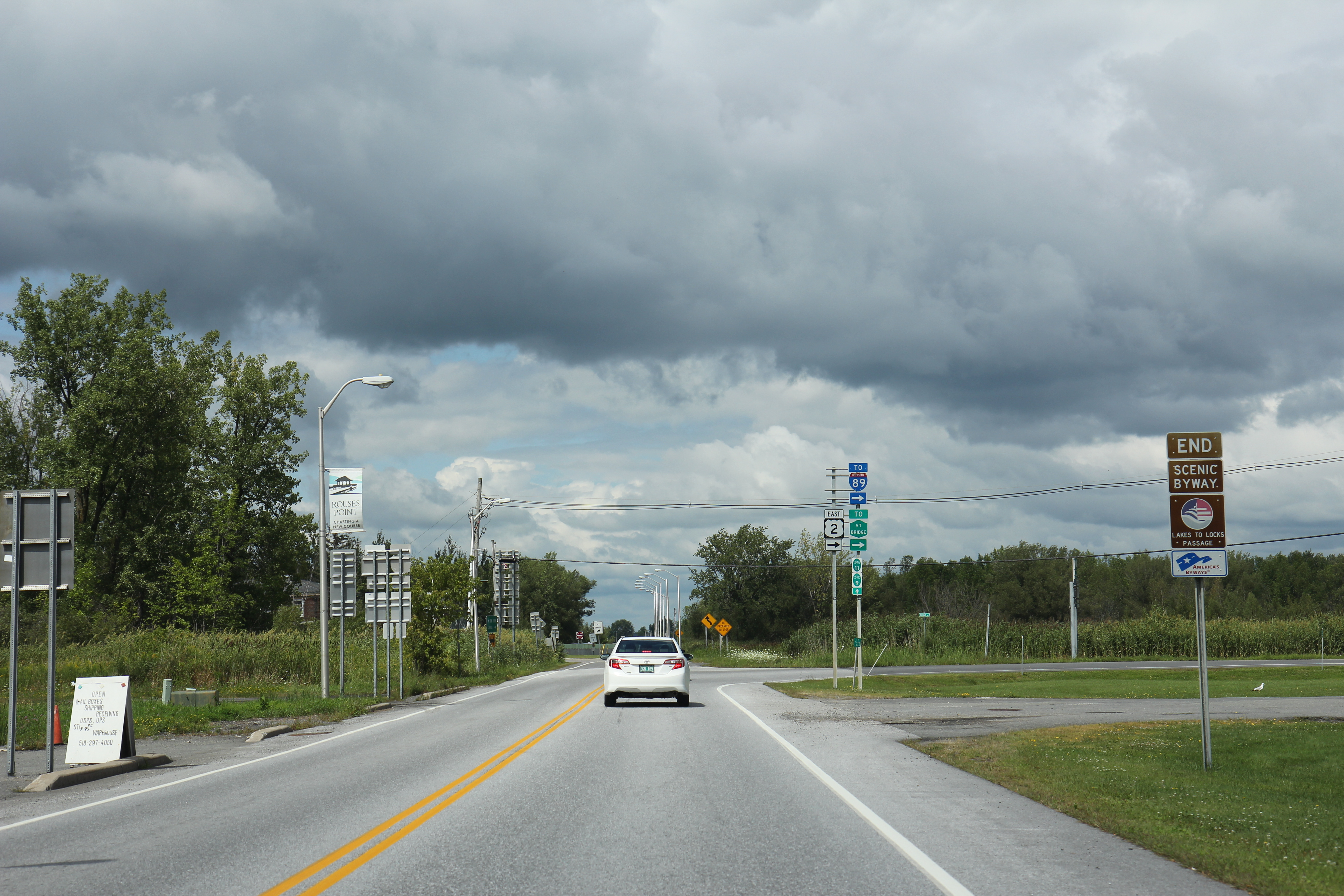
Північна кінцева

Автошлях 11 йде на північний захід через Нью-Йорк від кордону з Пенсільванією до Бінгемтона. US 11 і I-81 продовжують рухатися паралельно одна одній, прямуючи на північ через Кортленд і Сіракузи. Маршрут продовжується на північ до Уотертауна. US 11 прямує на північний схід від Вотертауна, проходячи вздовж північного краю військової резервації Форт Драм і перетинаючи низку міст і сіл, включаючи Кантон і Потсдам. Автошлях 11 проходить на північ від парку Адірондак, проходячи через Малоун. У Раус-Пойнт US 11 приєднується до траси штату Нью-Йорк 9B і прямує на північ до прикордонного переходу Раус-Пойнт–Лаколл 223, перетворюючись на QC 223.